# Lazzaro Bonamico
Lazzaro Bonamico, o anche nelle forme di L. Bonamici, Buonamici, Buonamico o L. da Bassano (Bassano del Grappa, 1479 – Padova, 1552), è stato un umanista e scrittore italiano.

## Biografia
Dopo aver compiuto i primi studi nella sua città natale, Bonamico (Bonamigo) passò all'Università di Padova, dove fu allievo e amico di Pietro Pomponazzi, di Reginald Pole di Pietro Bembo; nel 1510 fu precettore a Mantova di Francesco Cantelmo e di Galeazzo Gonzaga. Andato a Roma chiamato da Papa Leone X nel 1521, in conseguenza del Sacco della città, nel 1527 passò a Venezia e, nel 1530, fu nominato lettore di greco e latino nell'Università di Padova, sostenendo la superiorità del latino sul volgare e dello stile classico di Cicerone e di Virgilio.
Nel 1540 suo allievo fu anche Giovanni Michele Bruto.

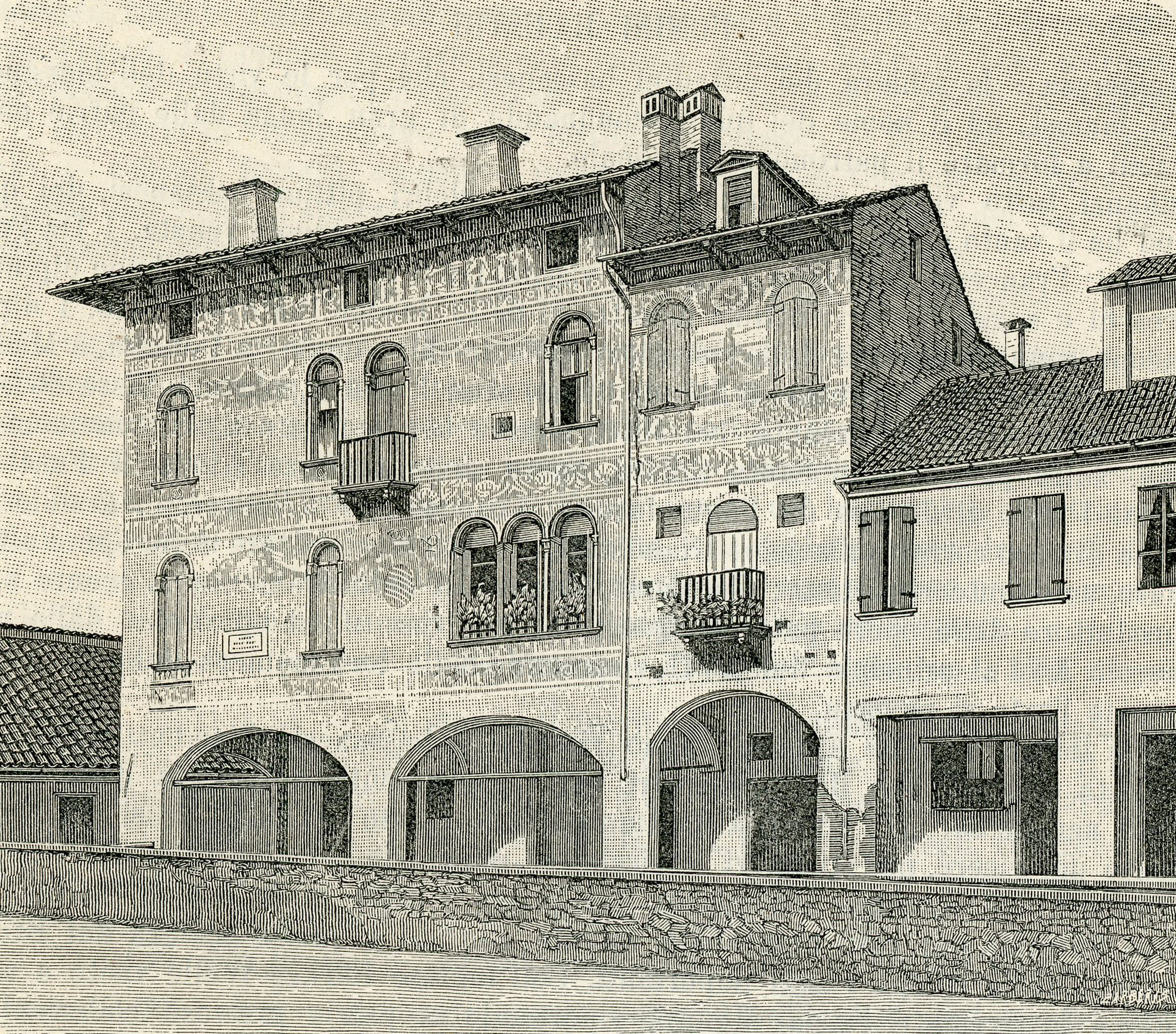
Bassano del Grappa: casa Lazzaro Bonamico

Fu seguace della filosofia del Pomponazzi e membro, come l'Aretino, il Ruzante, Sperone Speroni, Benedetto Varchi e Luigi Alamanni, dell'Accademia degli Infiammati che, fondata nel 1540 da Leone Orsini, ebbe breve vita e fu ispirata alle teorie materialistiche del filosofo mantovano.
Fu sepolto nella chiesa di San Giovanni di Verdara. Il monumento sepolcrale è stato spostato dopo il 1866 nel chiostro del Noviziato presso la Basilica del Santo.

### Opere
- L. Bonamico, Concetti della lingua latina di un ualente huomo letteratissimo, per imparare insieme la grammatica, et la lingua di Cicerone, nuouamente a utilità commune posti in luce in Venetia, appresso Bolognino Zaltieri, 1562
- L. Bonamico, Carminum liber, in Venetiis, apud Ioann. Baptist. Somaschum, 1572

### Studi
- R. Avesani, «BONAMICO (Bonamici, Buonamici, Buonamico), Lazzaro (Lazzaro da Bassano)», in Dizionario Biografico degli Italiani, Volume 11, Roma, Istituto dell'Enciclopedia Italiana, 1969.
- F. Piovan, Per la biografia di Lazzaro Bonamico. Ricerche sul periodo dell'insegnamento padovano (1530-1552), Trieste, 1988 ISBN 88-850-8302-1